# Krocket

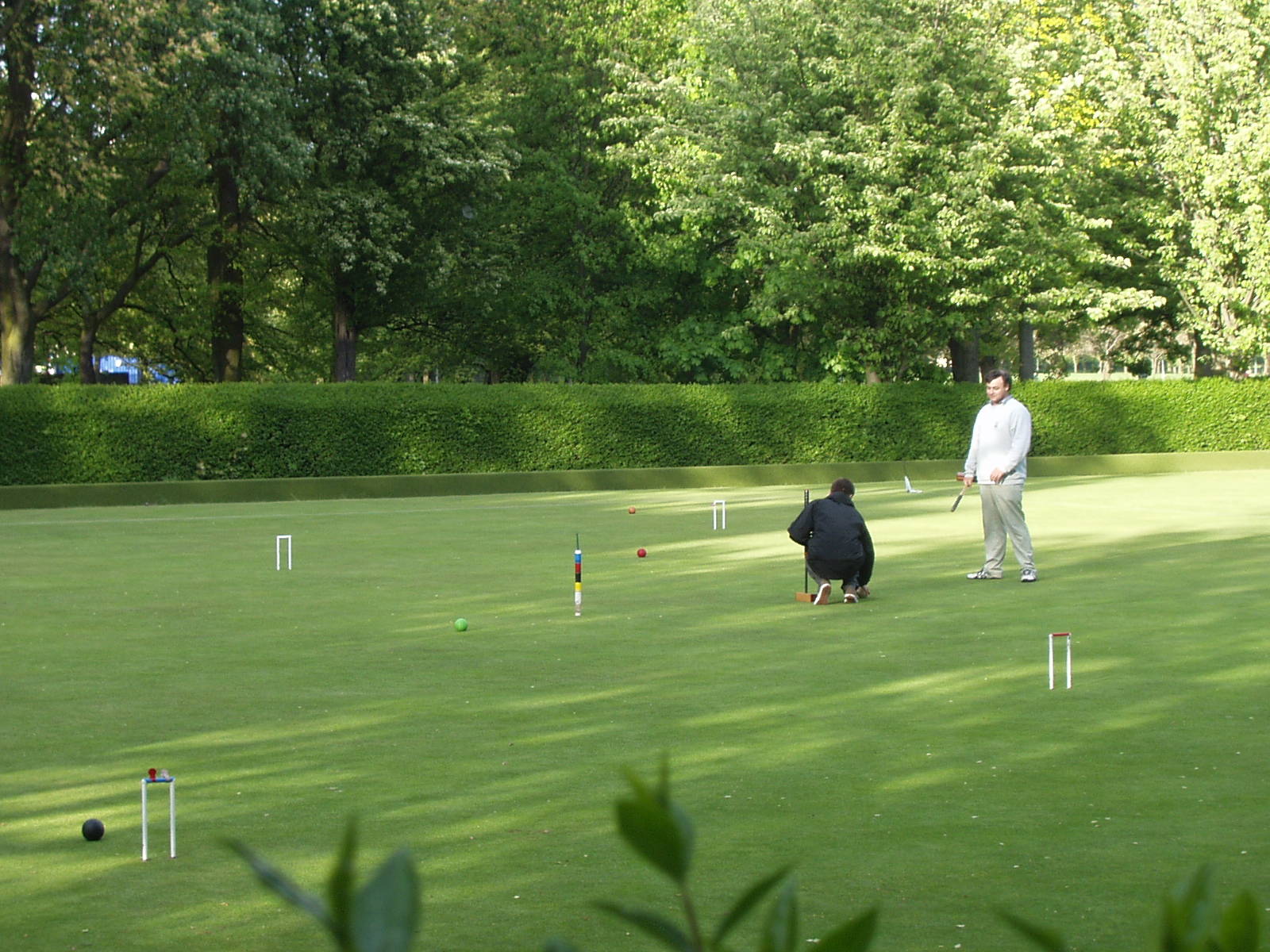
Modern krocket

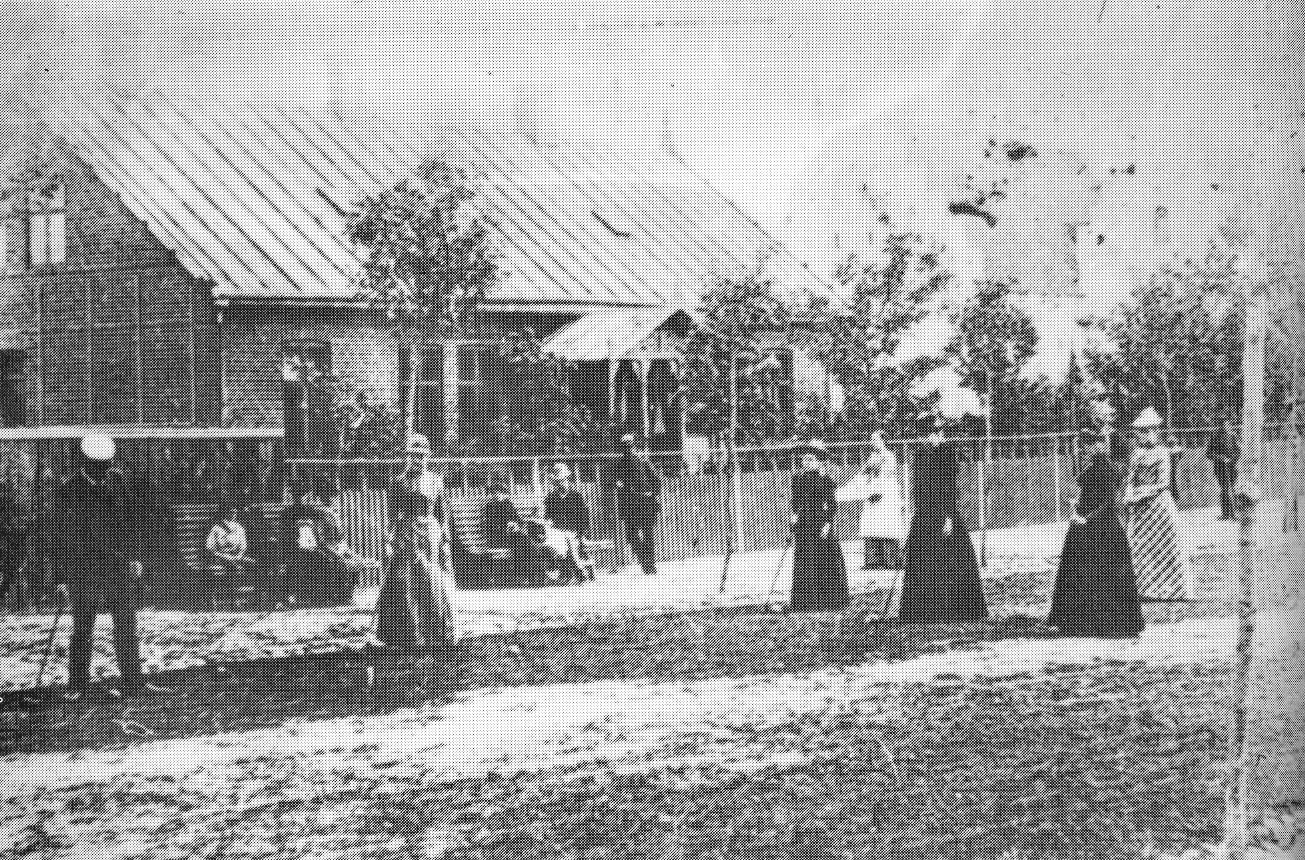
Krocketspel i Skanör under tidigt 1900-tal

Krocket (franska croquet) är ett utomhussällskapsspel, där uppgiften är att med en träklubba driva ett träklot i en viss ordning genom ett visst antal bågar och mot pinnar. 

## Tidig historia
Spelet har genomgått stora växlingar både beträffande spelregler och popularitet hos allmänheten. Det har sitt ursprung i England, där det var känt redan under medeltiden och varifrån det spreds till södra Frankrike och över kontinenten. På 1860- och 1870-talen stod det på höjden av sin popularitet i Storbritannien och spreds därifrån till kolonierna över hela världen. En djup reaktion kom dock snabbt, och efter 1875 föll det nästan i glömska för att under tidigt 1900-tal åter komma i en blomstringsperiod.
Tävlingar arrangerades i England av United old England croquet association, och årligen tävlades om mästerskap för herrar och damer, både i enkelspel och par. Även i Sverige var spelet mycket populärt kring sekelskiftet 1900 och spelades ”överallt” vid sommarnöjena. Där kom det dock inte under ledning av någon organisation, och organiserade tävlingar förekom inte. 

## Beskrivning
Det finns två huvudsakliga spelformer. Den ena kallas svensk krocket, och är den vanligare formen. Den andra formen som av personer som tävlar i krocket anses mer prestigefylld och taktiskt krävande är Association Croquet, eller som det brukar kallas i vardagligt tal, engelsk krocket. Den engelska krocketen är den som dominerar tävlingsspelet utomlands. Det finns även en snabbare och publikvänligare variant av krocket som kallas golfkrocket. En amerikansk variant av krocket heter Roque.

### Engelsk krocket
Spelet bör helst föras på en jämn, kortklippt rektangulär gräsplan, 32 meter (35 yards) lång och 25,6 meter (28 yards) bred. Gränserna bör anges med vit färg eller i marken fastspikade linneband. En flagga med märke skall placeras i varje hörn, 1 yard (0,91 meter) från de närmaste sidolinjerna, och inne på banan. Bågarna är tillverkade av rund järntråd, ca 1,6 millimeter i diameter. Deras höjd skall vara 0,3 meter över marken, när de är uppsatta. Bågarnas antal ska vara 6 och den ordning, som spelaren skall föra sitt klot genom dem kan variera. Mitt på planen står en pinne.
Klubban kan ha vilken tyngd som helst. Huvudets båda ändplan av ska vara parallella och helt lika. Klotet har en diameter av 8 centimeter. Alla klot ska ha samma tyngd. De får inte väga mindre än 445 gram och inte mer än 460 gram, och de ska vara märkta med en blå, röd, svart eller gul rand. I England har varje spelare också ett litet märke av samma färg som sitt klot. Märket flyttas från båge till båge, allt eftersom spelarens klot avancerar. Krocket spelas mellan två sidor som spelar växelvis. Varje sida består antingen av 1 eller 2 spelare, alltså 1 mot 1 eller 2 mot 2. Blått och svart respektive rött och gult spelar tillsammans. Sedan man har passerat alla bågar i rätt ordning ska man träffa pinnen. Detta kallas att "pega ut". Den sida som först pegat ut båda sina klot har vunnit matchen.
Genom att spelarna under spelets gång också kan spela sitt eget klot mot de andras, vilket kallas att krockera (ursprungligen roquera) får den som krockerar rätt till ännu ett slag. Med det vunna slaget kan spelaren antingen förflytta sin med- eller motspelares klot, eller sända sitt eget klot vidare. Genom detta kan spelet bli både invecklat och intressant samt kräver betydande övning och skicklighet. 
Så kallad fast krocket, det vill säga att den som krockerar håller fast sitt eget klot med foten medan spelaren slår bort motståndarens, är inte tillåtet enligt reglerna för engelsk krocket.

### Svensk krocket

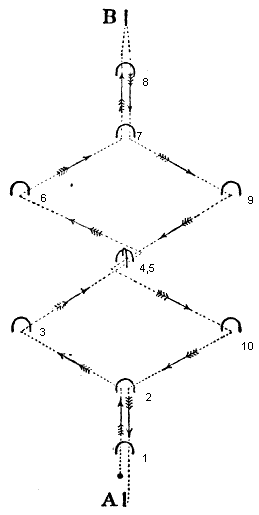
Spelplan för svensk krocket

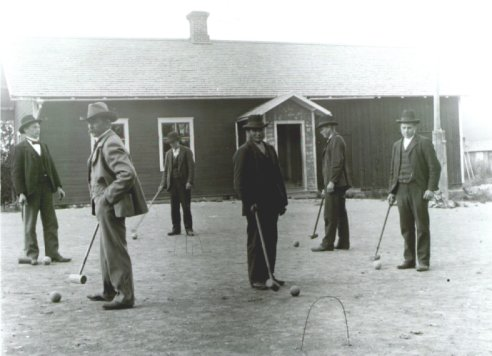
Krocketspel i Klitten, Älvdalen 1902.

Svensk krocket spelas på en gräsplan med måtten 14 × 24 meter. På planen finns 10 bågar varav 2 är placerade tillsammans som ett kryss. Dessa bågar brukar populärt kallas för kyrkan; det korrekta namnet är kronan. Klotet ska slås från utgångspinnen (A), genom bågarna 1–8, på huvudkäppen (B), tillbaka genom bågarna 8, 7, 9, 4 och 5 (kronan), 10, 2 och 1 utan att vidröra utgångspinnen (A). Direkt efter att man passerat båge 1 andra gången ska man försöka att i ett slag slå klotet över halvplan för att bli fribytare. Därefter skall man krocka alla motståndare, och direkt efter att man tagit den sista motspelaren ska man slå sitt klot mot utgångspinnen. Den som klarar av detta först har vunnit.
Spelordningen är röd, gul, blå, grön, brun, svart.
Start: Varje spelare börjar med att lägga sitt klot inom 15 centimeters avstånd från utgångspinnen och försöker att i ett slag slå klotet genom den första bågen eller genom de båda första. Hela klotet måste passera genom bågen i ett slag för att man skall erhålla ett extraslag. Ligger någon del av klotet i bågen får man inga extraslag utan måste ta sig ut ur bågen för att senare försöka igen. Varje spelare får fortsätta så länge denne har slagrätter kvar. Slagrätter får man genom att träffa någons av motståndarna klot, träffa vändpinnen eller genom att passera en båge.
När man träffar ett av motståndarnas klot får man flytta sitt eget klot intill det träffade och slå iväg detta, sedan har man rätt till ytterligare ett slag. Man får bara utnyttja varje motståndarklot på detta sätt en gång innan man passerar en ny båge. Så fort man vidrör klotet med klubban räknas det som slag. Missar man klotet helt får man försöka igen.
Klubborna har ganska fri form, men ändytorna får inte vara gjorda av någon metall. Ändytorna måste också vara parallella. Bågarna skall vara 14–17 centimeter breda och 30 centimeter höga + 20 centimeter under jorden. Kloten skall ha en diameter mellan 75 och 90 millimeter. Alla klot i en match måste vara lika stora.

### Golfkrocket
Golfkrocket spelas på en bana för engelsk krocket med 6 bågar. Man spelar 2 och 2 i par eller en och en, då med två klot var. 2 par/spelare tävlar åt gången. Man spelar helt utan extraslag och träffar av andra klot. Spelarna slår ett slag var i tur och ordning. Det lag som först passerar bågen får en poäng. Därefter fortsätter alla att tävla mot nästa båge. Detta innebär att det bara är ett klot som passerar varje båge. Detta spel går snabbt och det är lätt att se vem som leder. Matcherna spelas vanligtvis först till sju.

## Utrustning
I svensk krocket används numera klot som är tillverkade av en plast med hög densitet som heter delrin. Denna plast är mycket slitstark, och kloten tappar inte formen eller spricker så som klot av trä kan göra. I engelsk krocket används gummiklot. De engelska gummikloten är tyngre än de som används vid svensk krocket. På grund av att de är av gummi och har en räfflad yta har de andra egenskaper än de svenska kloten. 
Ursprungligen har krocket spelats med klot och klubbor av trä. Klubbor av trä används fortfarande ofta. Dessa är då tillverkade i ädla träslag och har tyngder av metall infällda. Även klubbor av delrin används ibland, främst för att de är enklare och billigare att tillverka än träklubbor som inte längre tillverkas i Sverige.

## Övrigt
På Svenska krocketförbundets webbplats kan man läsa mer om regler, de olika tävlingsformerna och aktuella tävlingar. Förbundet har arrangerat Svenska Mästerskap varje år sedan 1985. Dessutom genomförs olika nationella och internationella tävlingar.